# Kasem Trebeshina
Kasëm Hysen Trebeshina (ur. 5 sierpnia 1926 roku w Beracie, zm. 6 listopada 2017 w Ankarze) – albański pisarz, poeta, dramaturg i publicysta, ofiara represji komunistycznych.

## Życiorys
Był synem Hysena i Khadiji. Uczył się w Szkole Pedagogicznej w Elbasanie, ale w roku 1942 przerwał naukę i związał się z komunistycznym ruchem oporu. W lutym 1944 został ciężko ranny. Po zakończeniu wojny był funkcjonariuszem Departamentu Obrony Ludu w stopniu porucznika.
W latach pięćdziesiątych rozpoczął studia w Leningradzie, ale szybko wrócił do kraju. 5 października 1953 r. skierował list do Envera Hodży pod tytułem Promemorje. Protestował w nim przeciwko dyktaturze i przeciwko ingerencjom cenzury w dzieła literackie. Ostrzegał, że kontynuowanie tej polityki doprowadzi do katastrofy kulturę albańską. Jego wystąpienie było jednym z najbardziej spektakularnych wystąpień przeciwko albańskiemu reżimowi. Aresztowany 17 grudnia 1953 Trebeshina trafił do więzienia, w którym spędził 17 lat, a jego utwory pozostały w rękopisie do lat 90. XX w. Ich publikację rozpoczęto w 1991 roku, w Prisztinie.
Większość swoich utworów napisał pod koniec lat czterdziestych i na początku lat pięćdziesiątych. Był autorem 18 tomików poezji, 21 powieści i 42 dramatów, część z nich do dziś pozostaje w rękopisie. Był także tłumaczem poezji Federico Garcii Lorki.
Zmarł w 2017 w Ankarze, pochowany na cmentarzu Sharre w Tiranie. W 2016 w Bibliotece Narodowej w Tiranie otwarto wystawę poświęconą pisarzowi.
Był żonaty (żona Zydije), miał dwoje dzieci (Tatjana, Artan).

## Dzieła opublikowane
- Artani dhe Min'ja ose hijet e fundit të maleve (Artani i Minja albo ostatni cień gór, poemat), Tirana 1961
- Stina e stinëve, (Pora pór), Prisztina 1991
- Koha tani, vendi këtu, (Czas tutaj, miejsce tam)Tirana 1992
- Legjenda e asaj që iku, (Legenda o tych, którzy odeszli) Tirana 1992
- Qezari niset për në luftë, (Cezar wyruszył na wojnę), Tirana 1993
- Rruga e Golgotës, (Droga na Golgotę), Tirana 1993
- Lirika dhe satirë, (Liryka i satyra), Tirana 1994
- Mekami : melodi turke, Prisztina 1994.
- Hijet e shekujve, (Cienie wieków), Tirana 1996
- Ëndrra dhe hije drama, Tirana 1996
- Histori e atyre që nuk janë, (Historia tych, którzy nie są), Prisztina 1995
- Nata para apokalipsit: triptik, Tirana 1999.
- Më përtej kohërave: [novelë e tregime], Tirana 2004.
- Tregtari i skeleteve (Handlarz szkieletami), Prisztina 2006.
- Shtigjet e shekujve, Tirana 2007
- Një ditë në natën pa fund (Dafinat e thara), Tirana 2016